# Rosi Sánchez
Rosi Sánchez (2 de dezembro de 1974) é uma ex-basquetebolista profissional espanhola.

## Carreira
Rosi Sánchez integrou a Seleção Espanhola de Basquetebol Feminino em Atenas 2004, terminando na sexta posição.